# Јангтаун (Аризона)
Јангтаун (енгл. Youngtown) град је у америчкој савезној држави Аризона. По попису становништва из 2010. у њему је живело 6.156 становника.

## Демографија
Према попису становништва из 2010. у граду је живело 6.156 становника, што је 3.146 (104,5%) становника више него 2000. године.
| Група             | 2000.         | 2010.         |
| Белци             | 2.526 (83,9%) | 3.601 (58,5%) |
| Афроамериканци    | 41 (1,4%)     | 263 (4,3%)    |
| Азијати           | 18 (0,6%)     | 173 (2,8%)    |
| Хиспаноамериканци | 383 (12,7%)   | 2.031 (33,0%) |
| Укупно            | 3.010         | 6.156         |